# Haut Conseil des finances publiques
Ne pas confondre avec Conseil de finances.
Le Haut Conseil des finances publiques (HCFP) est, en France, un organisme de conseil budgétaire indépendant placé auprès de la Cour des comptes, créé par la loi organique du 17 décembre 2012 relative à la programmation et à la gouvernance des finances publiques. Il est chargé d'apprécier le réalisme des prévisions macroéconomiques associées aux textes financiers et la cohérence de la trajectoire de finances publiques avec les engagements européens de la France.

## Cadre juridique du Haut Conseil des finances publiques

### Pacte budgétaire européen de2012
Le pacte budgétaire européen ou traité sur la stabilité, la coordination et la gouvernance, signé le 2 mars 2012 et ratifié par la France le 22 octobre 2012, a imposé aux États membres de rendre la « règle d'or budgétaire » contraignante en droit interne. Le principe de l'équilibre ou d'excédents des budgets nationaux est posé à l'article 3 du traité.
La limite du déficit structurel autorisé est portée de 1 % à 0,5 % pour « l'objectif à moyen terme » que chaque pays est amené à se fixer. 
Le Traité prévoit par ailleurs que des institutions indépendantes, chargées de vérifier le respect des règles d'équilibre relatives au solde structurel des administrations publiques, doivent être mises en place dans les États membres. 

### Transposition du pacte par la loi organique du17 décembre 2012
La transposition du pacte budgétaire européen en droit français a été effectuée par l'adoption de la loi organique du 17 décembre 2012 relative à la programmation et à la gouvernance des finances publiques. Elle prévoit que :
1. l'objectif à moyen terme pour l’ensemble des administrations publiques est désormais fixé dans la loi de programmation des finances publiques ;
2. la trajectoire pluriannuelle des finances publiques est définie pour l'ensemble de la période couverte, d’une durée minimale de trois années civiles ;
3. un nouvel organisme indépendant présidé par le premier président de la Cour des comptes, le Haut Conseil des finances publiques, est chargé d'apprécier le réalisme des prévisions macroéconomiques et la cohérence des textes financiers au regard des objectifs pluriannuels de solde structurel.

### Réforme par les lois du28 décembre 2021
À compter du dépôt du projet de loi de finances pour l'année 2023, la loi organique du 17 décembre 2012 est abrogée, les dispositions relatives à la programmation des finances publiques figurent dans le titre préliminaire de la loi organique relative aux lois de finances et les dispositions relatives au Haut Conseil figurent dans le titre VI de la même loi. Les dispositions non organiques figurent dans la loi du 6 décembre 2021 portant diverses dispositions relatives au Haut Conseil des finances publiques et à l'information du Parlement sur les finances publiques.

## Fonctions

### Avis
Le Haut Conseil des finances publiques est un organisme indépendant, placé auprès de la Cour des comptes.
Saisi par le Gouvernement, il rend des avis sur l'estimation du produit intérieur brut potentiel sur laquelle repose le projet de loi de programmation des finances publiques (PLPFP), qui elle-même fixe l’objectif à moyen terme des administrations publiques et détermine les trajectoires des soldes structurels et effectifs annuels successifs des comptes des administrations publiques, ainsi que l'évolution de la dette publique. Le Haut conseil se prononce sur la cohérence de ce texte avec les engagements européens de la France. Il rend de plus des avis sur le projet de loi de finances (PLF) de l'année, le projet de loi de financement de la Sécurité sociale (PLFSS), les éventuelles lois rectificatives (PLFR) et le projet de loi de finances de fin de gestion ; le projet de programme de stabilité (PSTAB), transmis au Conseil de l'Union européenne et à la Commission européenne et sur le projet de loi relative aux résultats de la gestion et portant approbation des comptes.
Depuis la loi de 2021, il examine aussi la compatibilité des projets de lois de programmation (par exemple les lois de programmation militaire) avec la loi de programmation des finances publiques.
|                                  | Prévisions macroéconomiques | Cohérence OMT et engagement européens | Cohérence trajectoire de solde structurel (LPFP) | Existence/levée des circonstances exceptionnelles | Appréciation éventuelle sur les mesures de correction | Objectif de dépenses des APU | Réalisme des prévisions de dépenses et de recettes | Écart entre prévisions macro et de finances publiques et leur réalisation (au moins tous les 4 ans) |
| PLPFP                            | Oui (2012)                  | Oui (2012)                            |                                                  |                                                   |                                                       |                              |                                                    | |
| PLF / PLFSS                      | Oui (2012)                  |                                       | Oui (2012)                                       | Oui (2012)                                        | Oui (2012)                                            | Oui (2021)                   | Oui (2021)                                         | |
| PLFR/ PLFRSS                     | Oui (2012)                  |                                       | Oui (2012)                                       | Oui (2012)                                        |                                                       |                              | Oui (2021)                                         | |
| PSTAB                            | Oui (2012)                  |                                       |                                                  |                                                   |                                                       |                              |                                                    | |
| PLR/PLRGAC                       |                             |                                       | Oui (2012)                                       |                                                   |                                                       | Oui (2021)                   |                                                    | Oui (2021)                                                                                          |
| Projets de lois de programmation |                             |                                       |                                                  |                                                   |                                                       | Oui (2021)                   |                                                    | |

Le Haut Conseil des finances publiques est une institution consultative : ses avis ne sont donc pas juridiquement contraignants pour le gouvernement. Ils sont cependant rendus publics et peuvent présenter un coût important pour le gouvernement en termes de réputation dans l'hypothèse où ils exprimeraient des doutes sur les prévisions macroéconomiques associées aux lois de finances et sur la cohérence des objectifs annuels avec la trajectoire pluriannuelle de solde structurel[réf. nécessaire]. Le Conseil constitutionnel s'appuie sur les avis du HCFP dans l'exercice de son contrôle de sincérité des textes financiers.
Tous les avis du HCFP sont publiés sur son site Internet. Le Haut Conseil ne peut délibérer ni publier d'avis dans d'autres cas ou sur d'autres sujets que ceux prévus par la LOLF.
Le Haut Conseil ne produit pas lui-même de prévisions économiques, il s'appuie sur les prévisions existantes, en particulier celles des organisations internationales.
| Date                         | Prévision du Gouvernement | Avis du Haut Conseil |
| ---------------------------- | ------------------------- | --- |
| avril 2013 (PSTAB 2013–2017) | 1,2 %                     | « Une croissance sensiblement inférieure ne peut être exclue » (prévisions Commission européenne 1,1 % ; FMI 0,9 %; OCDE 0,8 %) |
| septembre 2013 (PLF 2014)    | 0,9 %                     | « Plausible » (prévisions Commission européenne 0,9 % ; FMI 1,0 % ; OCDE 1,0 %)                                                 |
| avril 2014 (PSTAB 2013–2017) | 1,0 %                     | « Réaliste » (prévisions Commission européenne 1,0 % ; FMI 1,0 % ; OCDE 0,9 %)                                                  |
| juin 2014 (PLFR 2014)        | 1,0 %                     | « Prévision élevée » |
| novembre 2014 (PLFR 2014)    | 0,4 %                     | « Réaliste » (prévisions Commission européenne 0,3 % ; FMI 0,4 % ; OCDE 0,4 %)                                                  |
|                              | Réalisation               | |
|                              | 0,2 %                     | |

### Mécanisme de correction
Lorsque l'avis du Haut Conseil identifie des écarts que fait apparaître la comparaison des résultats de l'exécution de l'année écoulée avec les orientations pluriannuelles définies dans la loi de programmation des finances publiques, le Gouvernement expose les raisons de ces écarts lors de l'examen du projet de loi relative aux résultats de la gestion et portant approbation des comptes par chaque assemblée. Il présente les mesures de correction envisagées.
Lorsque l'écart est considéré comme important — s'il représente au moins 0,5 % du produit intérieur brut sur une année donnée ou au moins 0,25 % du produit intérieur brut par an en moyenne sur deux années consécutives — le Gouvernement tient compte de cet écart au plus tard dans le prochain projet de loi de finances de l'année et dans le prochain projet de loi de financement de la Sécurité sociale de l'année. Pour ces projets de loi, l'avis du Haut Conseil des finances publiques comporte une appréciation de ces mesures de correction et, le cas échéant, de ces différence,.

## Membres
La composition du Haut Conseil doit respecter le principe de parité. Les membres ne sont pas rémunérés. La durée du mandat des membres désignés est de cinq ans, renouvelable une fois pour les magistrats de la Cour des Comptes, non renouvelable pour les autres. Les membres sont renouvelés par moitié tous les trente mois. Lors de leur nomination remettent au premier président de la Cour des comptes une déclaration d'intérêts. 
En 2025, la composition est la suivante, :
| Nom                     | Qualité | Durée du mandat             |
| ----------------------- | --- | --------------------------- |
| Pierre Moscovici        | Premier président de la Cour des comptes | depuis le juin 2020         |
| Emmanuel Giannesini (d) | Magistrat de la Cour des comptes, désigné par son premier président                                                                                                 | nommé le 2 novembre 2021    |
| Catherine Périn (d)     | Magistrat de la Cour des comptes, désignée par son premier président                                                                                                | nommée le 23 mars 2022      |
| Blondy Guilhem (d)      | Magistrat de la Cour des comptes, désigné par son premier président                                                                                                 | nommé le 12 mai 2025        |
| Carine Camby            | Magistrat de la Cour des comptes, désignée par son premier président                                                                                                | nommée le 21 mars 2023      |
| Gilles Moëc (d)         | Chef économiste du Groupe Axa et Responsable de la recherche d’AXA IM, nommé par la présidente de l'Assemblée nationale                                             | nommé le 3 avril 2024       |
| Éric Doligé             | Ancien sénateur, nommé par le président du Sénat | nommé le 21 septembre 2020  |
| Michala Marcussen       | Cheffe économiste de la Société générale, nommé par le président de la commission des Finances de l'Assemblée nationale                                             | nommée le 21 septembre 2020 |
| Sandrine Duchêne (d)    | Directrice des Risques, de la Conformité et du Contrôle Permanent au Crédit Mutuel Alliance fédérale, nommé par le président de la commission des finances du Sénat | nommée le 22 mars 2023      |
| Michaël Zemmour         | Enseignant-chercheur à l'Université Lumière-Lyon-II, nommée par le président du Conseil économique, social et environnemental                                       | nommé le 21 mars 2023       |
| Fabrice Lenglart        | Directeur général de l'Institut national de la statistique et des études économiques                                                                                | depuis le 30 juin 2025      |

## Budget
Le budget du Haut Conseil est inscrit dans la mission « contrôle et conseil de l'État », programme « Cour des comptes et autres juridictions financières », action « Gouvernance des Finances publiques ». 
Le président du Haut Conseil des finances publiques gère les crédits nécessaires à l'accomplissement des missions de celui-ci.
Ce budget pour 2024 s'établit à 1 351 398 €, destinés à financer la rémunération des membres de son secrétariat permanent, constitué de 8 ETP,.

## International
Le HCFP est membre du réseau européen des institutions budgétaires indépendantes (en).

### Lois
Loi organique no 2001-692 du 1er août 2001 relative aux lois de finances modifiée par la loi organique no 2021-1836 du 28 décembre 2021 relative à la modernisation de la gestion des finances publiques
1. 1 2  Article 61 I.
2. 1 2  Article 61 III.
3. ↑  Article 1 A.
4. 1 2  Article 61 IV.
5. 1 2  Article 61 V.
6. 1 2  Article 61 VIII.
7. 1 2 3  Article 62 I.
8. 1 2  Article 61 VII.
9. 1 2  Article 62 III.
10. ↑  Article 62 V.
11. ↑  Article 61 XI.
12. ↑  Article 62 II.
13. ↑  Article 61 XII.

Loi no 2021-1577 du 6 décembre 2021 portant diverses dispositions relatives au Haut Conseil des finances publiques et à l'information du Parlement sur les finances publiques

### Autres  références
1. ↑  Loi organique no 2012-1403 du 17 décembre 2012 relative à la programmation et à la gouvernance des finances publiques.
2. ↑  Haut Conseil des finances publiques 2023, p. 14
3. ↑  Haut Conseil des finances publiques 2023, p. 22
4. ↑  Haut Conseil des finances publiques 2015, p. 16
5. ↑  Haut Conseil des finances publiques 2015, p. 17
6. ↑  « Les membres du Haut Conseil des finances publiques », sur hcfp.fr.
7. ↑  Voir section #Nominations des membres.
8. ↑  « Projet de loi de finances pour 2024, programme « Cour des comptes et autres juridictions financières », Justification au premier euro », sur budget.gouv.fr.
9. ↑  « Le secrétariat permanent », sur hcfp.fr.
10. ↑  « International », sur hcfp.fr.

### Nominations des membres
- Liste des membres du Haut Conseil des finances publiques (JORF du 16 mars 2013)
- Durée du mandat des membres du Haut Conseil des finances publiques (JORF du 16 avril 2013)
- Nomination d'un membre au Haut Conseil des finances publiques (JORF du 19 mai 2013)
- Nomination de membres au Haut Conseil des finances publiques (JORF du 27 septembre 2015)
- Nomination d'un membre au Haut Conseil des finances publiques (JORF du 22 janvier 2016)
- Nomination de membres au Haut Conseil des finances publiques (JORF du 4 avril 2018)
- Nomination de membres au Haut Conseil des finances publiques (JORF du 19 septembre 2020)
- Nomination d'un membre au Haut Conseil des finances publiques (JORF du 8 décembre 2021)
- Nomination d'un membre au Haut Conseil des finances publiques (JORF du 8 avril 2022)
- Nomination de membres au Haut Conseil des finances publiques (JORF du 21 mars 2023)
- Arrêté du 12 mai 2025 portant affectation d'un magistrat au Haut Conseil des finances publiques (Cour des comptes))

### Sources primaires (pour exemple)
- « Avis no 2014-04 relatif au projet de loi de programmation des finances publiques pour les années 2014 à 2019 »
- « Avis no 2015-02 relatif au solde structurel des administrations publiques présenté dans le projet de loi de règlement de 2014 »
- « Avis no 2015-03 relatif aux projets de lois de finances et de financement de la sécurité sociale pour 2016 »
- « Avis no 2015-04 relatif au projet de loi de finances rectificative pour 2015 »
- « Avis no 2016-01 relatif aux prévisions macroéconomiques associées au projet de programme de stabilité pour les années 2016 à 2019 »